# Estadio de Mestalla
El Estadio de Mestalla o simplemente Mestalla es un estadio de fútbol propiedad del Valencia Club de Fútbol de máxima categoría UEFA, situado en el barrio de Mestalla de la ciudad de Valencia (España), entre la avenida de Suecia y la avenida de Aragón. Desde enero de 2020, es el estadio más antiguo de la Primera División de España. Toma su nombre de la acequia de Mestalla, que los espectadores procedentes del centro de Valencia debían superar para acceder al estadio.

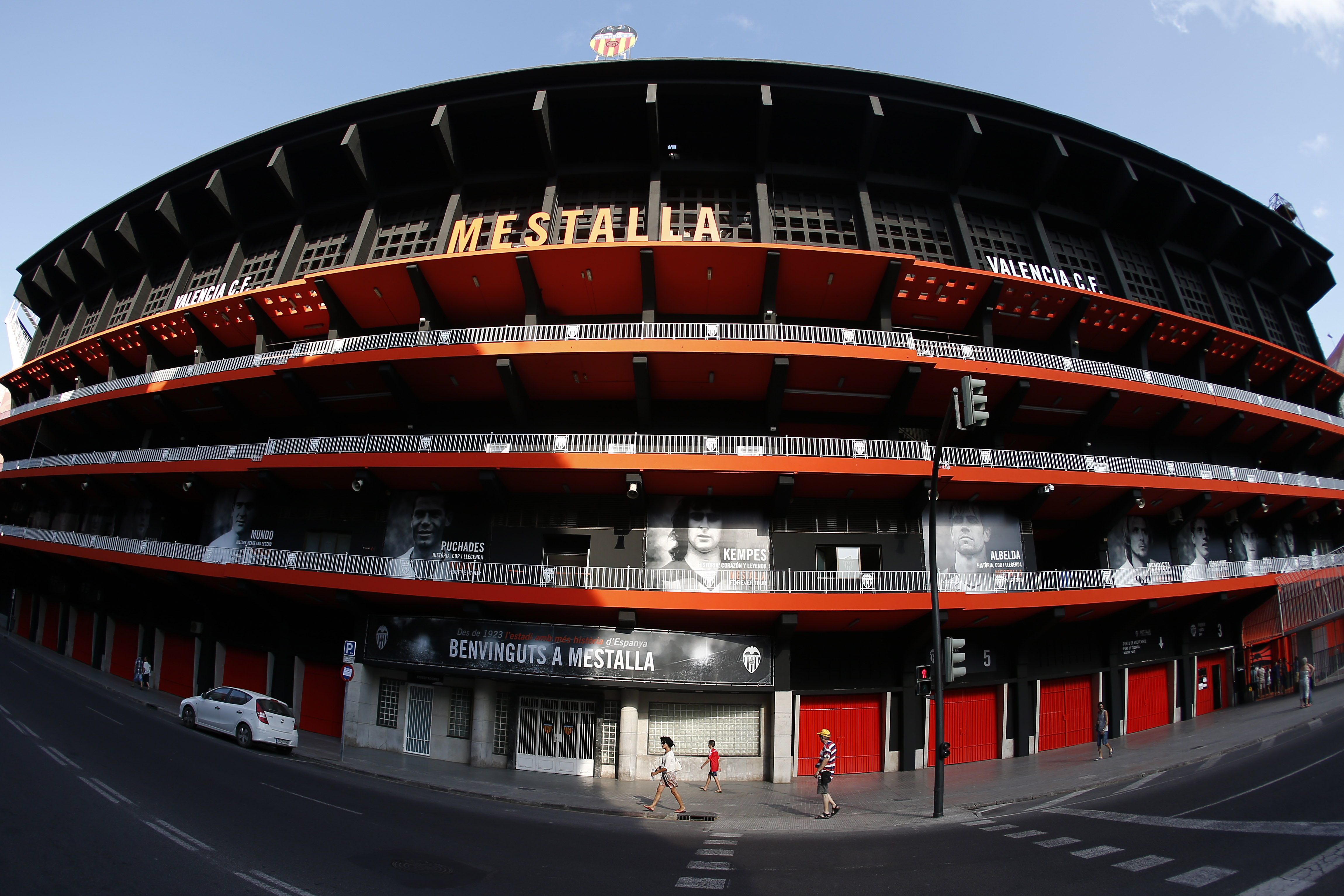
Vista desde la Avenida de Suecia de Mestalla en 2014.

Inaugurado el 20 de mayo de 1923, debe su nombre a la histórica acequia de Mestalla, que pasaba junto a la grada sur del estadio. Entre los años 1969 y 1994 se denominó Estadio Luis Casanova en honor a Luis Casanova Giner, considerado uno de los mejores presidentes de la historia del club y promotor de la mayor transformación del estadio en los años 50. 

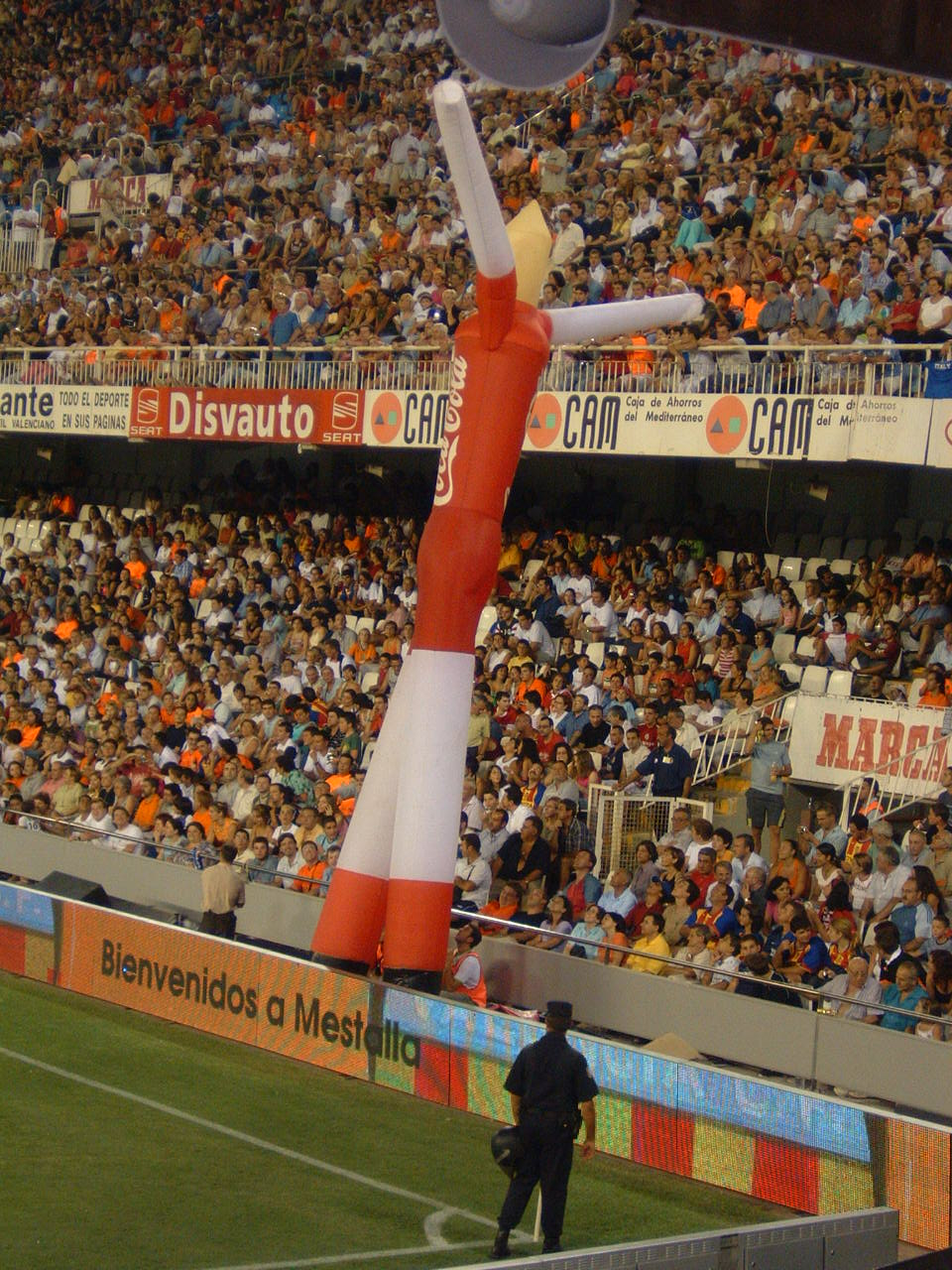
Interior de Mestalla en 2005.

El estadio posee actualmente una capacidad para 49 430 espectadores. Ha acogido desde sus primeros años un total de 37 partidos internacionales de la Selección española de fútbol (entre ellos los de la fase final del Mundial de España 1982), más 5 encuentros de la Selección Olímpica de España durante los Juegos Olímpicos de 1992 y la vuelta de los cuartos de final de la Liga de las Naciones de la UEFA 2024-25. También ha sido sede de 10 finales de la Copa del Rey.

## Historia

### De Algirós a Mestalla
El Valencia, fundado como Valencia Foot-ball Club, empezó jugando en el Campo de Algirós en 1919, junto al camino del mismo nombre que discurría por la actual calle de Finlandia. El campo era de dimensiones reducidas tanto en el graderío de piedra, donde cabían cerca de 8.000 personas, como en el terreno de juego (91 x 47 metros), insuficiente para la categoría y la numerosa cantidad de seguidores que iba adquiriendo el club. 
Por este motivo tanto Ramón Leonarte, presidente del club en 1922, como su junta directiva comenzaron la búsqueda de unos terrenos aptos para albergar lo que sería la nueva casa valencianista. Unos terrenos situados junto la acequia de Mestalla, unos metros más al norte, fueron los escogidos y comprados por 316.439,20 pts. La redacción del proyecto fue encargada al arquitecto y socio del club Francisco Almenar Quinzá, mientras que las obras de construcción fueron adjudicadas al también socio Ramón Ferrer Aguilar.

### Inauguración y primeros años

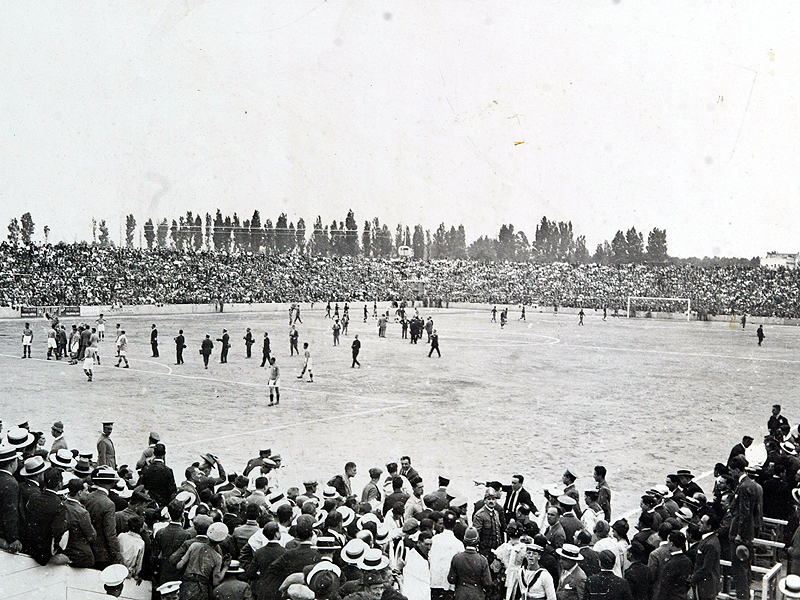
Mestalla poco después de su inauguración en 1923

El Campo de Mestalla fue inaugurado el 20 de mayo de 1923. Tras ser bendecido el terreno de juego por José Antonio, el alcalde Juan Artal hizo el saque de honor previo al partido amistoso inaugural frente al FC Levante, otro equipo de la ciudad. El resultado final fue de 1-0 para los locales con gol marcado por Montes (Arturo Montesinos Cebrián). Fue construido con unas dimensiones de 100 x 59 metros y una capacidad para 17 000 espectadores distribuidos en diez gradas de madera para la general de pie, cinco filas de butacas de preferente más otros cinco palcos de preferente a pie de pista. 
El 14 de junio de 1925 acogió por primera vez un encuentro amistoso de la Selección española de fútbol, con la selección de Italia como rival, con el resultado final de 1-0 favorable a los españoles con gol de Errazquín.
Ya en 1927 se produjeron las primeras reformas en el estadio, siendo los encargados del proyecto y de las obras los mismos que en su construcción. Se sembró el césped por primera vez, ya que hasta la fecha se jugaba sobre tierra. Se amplió la capacidad del mismo a raíz de la construcción de la tribuna cubierta bajo un coste de 211.981,70 pts, formada por una fila de palcos a pie de campo, cinco filas de butacas, palcos principales y un pasillo de acceso interior a las gradas de preferencia. Bajo esas gradas, dando fachada a la calle, se situaron los vestuarios, enfermería, taquillas y dependencias del club. Con las obras terminadas e inauguradas el 23 de enero de 1927 el estadio pasó a albergar a unos 25 000 espectadores.

### Primeras finales de Copa y Guerra Civil
El 16 de mayo de 1926 el estadio acogió su primera final de la Copa del Rey. La disputaron el F. C. Barcelona y el Athletic Club de Madrid, con victoria para los culés por 3-2 tras una prórroga, lo que supuso la séptima copa barcelonista. Tres años después, el 3 de febrero de 1929, acoge por segunda vez otra final de la Copa del Rey, esta vez entre el RCD Español de Barcelona y el Real Madrid FC con victoria para los catalanes por 2-1. En la última edición de la Copa antes de la Guerra Civil, en 1936, Mestalla acoge el 21 de junio de 1936 su tercera final, a menos de un mes del inicio de la guerra. Los equipos que la disputan son el Madrid FC y el F. C. Barcelona, proclamándose campeones los primeros por 2-1.
Durante la guerra civil española (1936-1939) el campo sirvió como campo de concentración y depósito de chatarra, sufriendo numerosos daños y conservándose únicamente la estructura de la tribuna, lo que provocó que el club, con ayuda de la RFEF, acometiera rápidamente su reconstrucción encargando la ardua tarea a los hermanos arquitectos valencianos Manuel y Salvador Pascual Gimeno.

### La gran reforma y riada de 1957
En los años 50 se realizó la mayor reforma del estadio bajo la presidencia de Luis Casanova Giner, en la junta del 7 de julio de 1950 se tomó el acuerdo de ampliación del campo de Mestalla, bajo la dirección nuevamente de Salvador Pascual y la construcción de José Tormo Valero. Para realizar las obras fue necesario entre otras cosas, un crédito concedido por el Banco Hipotecario y vender abonos para 15 años además de obligaciones a diversas entidades bancarias, conseguido gracias a la ayuda de Santiago Bernabéu. Las obras consistieron en la construcción total del graderío sur y sus accesos, para lo cual hubo que comprar los terrenos necesarios a la Comunidad de Regantes de la Acequia de Mestalla más otras parcelas a propietarios de terrenos cercanos a la propia acequia, sumando un total de 501,09 m²; 30 gradas más en el graderío norte y su completa unión con la tribuna cubierta que también se reformó y amplió, añadiendo de esta forma 15 000 localidades más al aforo completo, por lo cual alcanzaron las 45 500 localidades. Su costo total se divide en 18 millones de pesetas para los graderíos, 21 millones para reformar la tribuna, y más de 7 millones para la adquisición de los terrenos, haciendo un total de aproximadamente 47 millones de pesetas.
En la misma década, la ciudad de Valencia sufrió el 14 de octubre de 1957 una terrible inundación conocida como la Gran Riada del río Turia. Quedaron destrozadas las instalaciones de agua y luz, las sillas de la tribuna, anegadas las oficinas, el túnel de vestuarios, etc. Sin embargo, Mestalla no solo se recuperó sino que se introdujeron algunas mejoras, como el 17 de marzo de 1959 cuando se inauguró la luz artificial del estadio. Para el acto se disputó un encuentro amistoso entre el Valencia CF y el Stade de Reims francés, con resultado de 2-1 para el equipo local con goles de Joel y Egea.

### Estadio Luis Casanova
Desde el 23 de agosto de 1969, a propuesta del presidente Julio de Miguel y aprobado por los socios, se cambió su nombre oficial por el del glorioso expresidente Luis Casanova Giner que estuvo dos décadas en el cargo, por lo que el estadio pasó a denominarse estadio Luis Casanova. Este nombre fue el oficial hasta el 6 de noviembre de 1994, ya que el mismo Luis Casanova Giner pidió en una carta mandada al presidente del club en febrero de 1994, Francisco Roig, que se volviera a denominar al estadio con su nombre original.

### Mundial de fútbol: España 1982
Entretanto, en 1972 se inauguró la nueva sede social del club, situada en la parte posterior de la grada central. A finales de los años 70 y principios de los 80 se lleva a cabo la adecuación del estadio para acoger encuentros de la fase final de la Copa Mundial de Fútbol de 1982 que se disputó en España. El por entonces Estadio Luis Casanova fue la sede de los tres encuentros que disputó la Selección española de fútbol en la primera fase de grupos contra Honduras, Yugoslavia e Irlanda del Norte. 
No albergó ninguna final de Copa del Rey hasta 1990 donde se enfrentaron F. C. Barcelona y Real Madrid CF con victoria para los azulgrana por 2-0.

### Juegos Olímpicos de 1992
En el verano de 1992 fue una de las cuatro sedes que acogían partidos de fútbol en los Juegos Olímpicos de Barcelona 1992, y nuevamente acogió los encuentros del grupo de la Selección Olímpica de fútbol de España como ya lo hizo en el Mundial 1982. España se enfrentó a Colombia, Egipto y Catar. Además también se disputaron partidos del grupo C como el Marruecos-Corea del Sur, Paraguay-Corea del Sur y Paraguay-Marruecos. Los cuartos de final entre España e Italia y la semifinal de España contra Ghana también se disputaron en el Estadio Luis Casanova antes de que España conquistara por primera vez en su historia la medalla de oro en fútbol en unos Juegos Olímpicos en la final disputada en el estadio Camp Nou.

### Más finales y última ampliación

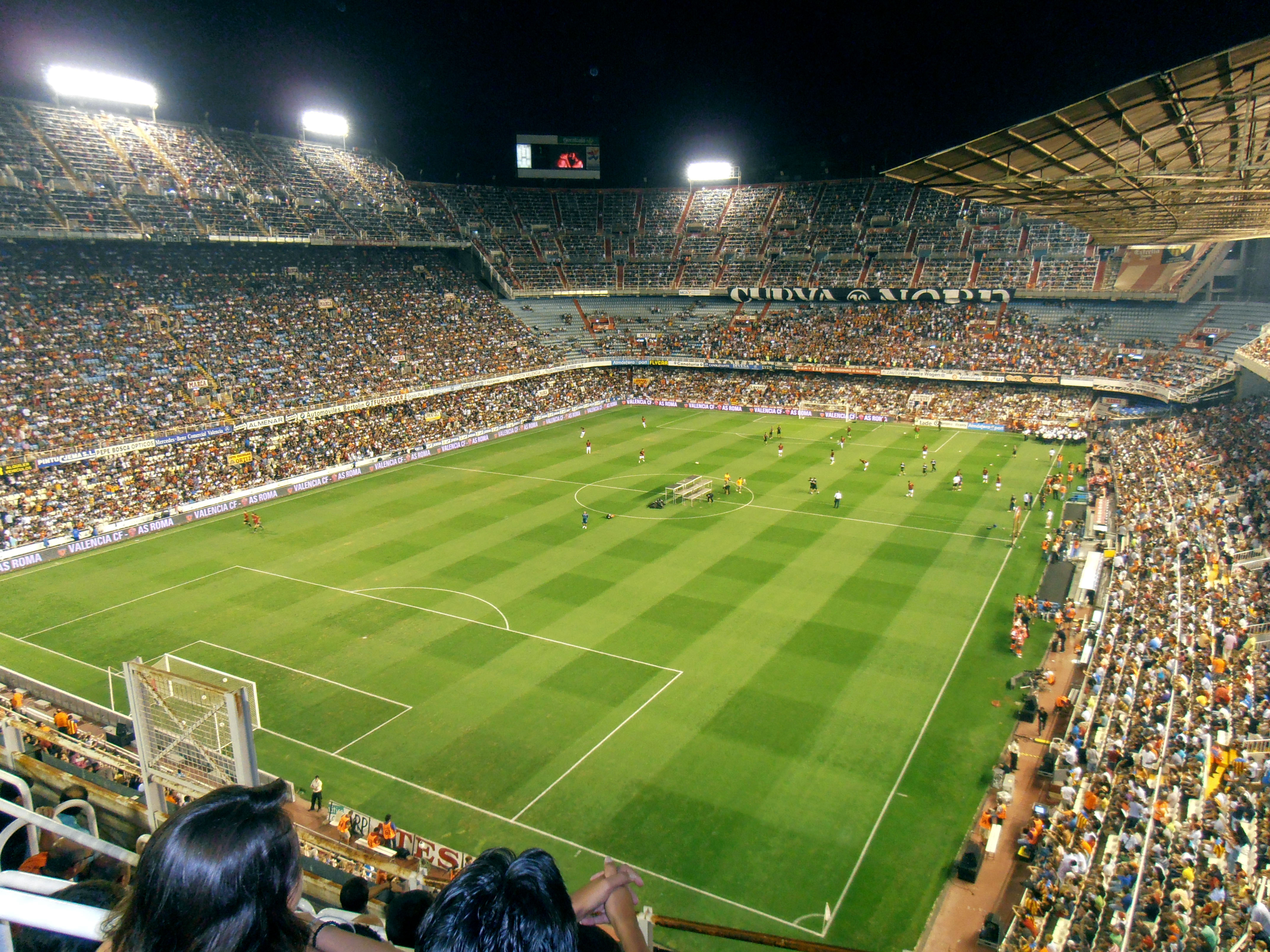
La ampliación de 1998 aumentó a el número de localidades

El 26 de junio de 1993 acoge de nuevo la final de la Copa del Rey, esta vez entre Real Madrid y Real Zaragoza, con victoria para los primeros por 2-0. 
A partir del 6 de noviembre de 1994 el estadio Luis Casanova pasa a su original denominación de estadio de Mestalla tras una carta enviada por el expresidente Luis Casanova Giner al entonces presidente Francisco Roig. 
El 29 de abril de 1998, ya con la denominación oficial de Estadio de Mestalla, acoge una nueva final de Copa entre Barcelona y RCD Mallorca, con el resultado final de 1-1 se tuvo que decidir el campeón en una larga tanda de penaltis de hasta 8 lanzamientos en la que salió victorioso el Barcelona. 
La última ampliación tuvo lugar entre 1998 y 2001, proyecto del presidente Francisco Roig, en la cual se añadieron tres nuevas gradas a la grada norte, la grada sur y la grada central, con la intención de alcanzar los 70 000 asientos, pero que finalmente se quedaron en 55 000, de los cuales solo pueden usarse unos 52 500 porque casi diez años más tarde estas obras fueron declaradas ilegales por el Tribunal Supremo de España, con orden de derribo detenida cautelarmente.
En marzo de 1999 el estadio fue testigo de la histórica goleada (9-0) de la selección española ante Austria.
El 27 de mayo de 2000 volvió a albergar la final de Copa entre Espanyol y Atlético de Madrid, con victoria para los pericos por 2-1. El 13 de mayo de 2009 acoge su octava final de Copa, esta vez entre Barcelona y Athletic Club con victoria catalana por 4-1. La novena final de Copa disputada en Mestalla fue el 20 de abril de 2011 entre F. C. Barcelona y Real Madrid. La victoria fue de 1-0 para el Real Madrid. Finalmente la décima final de Copa fue el 16 de abril de 2014, nuevamente entre Barcelona y Real Madrid, con victoria para los blancos por 2-1.

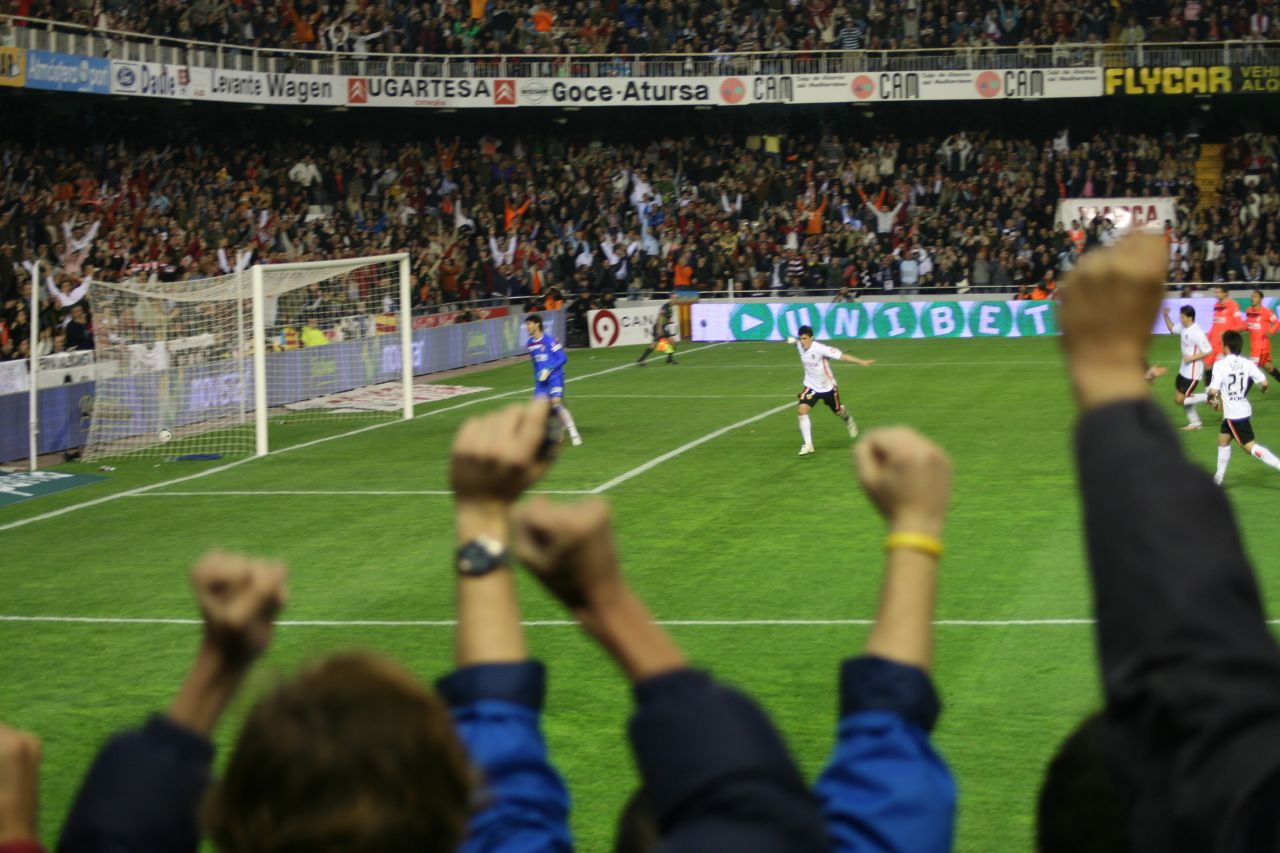
Gol de David Villa en Mestalla

### Mestalla Forever Tour
El 17 de octubre de 2013 se modernizó el estadio con una nueva imagen dirigida a aumentar el valor de marca y los ingresos extraordinarios del club, dentro del proyecto GloVal promovido por el presidente Amadeo Salvo. Esta nueva imagen incluía pintar los asientos en una combinación de colores naranja y blanco, mostrando la silueta de un gran murciélago negro sobre los asientos de la mayor grada del estadio, y un nuevo videomarcador.
Se instauró el Mestalla Forever Tour, un recorrido guiado por los lugares más históricos del estadio, como la sala de trofeos, el palco vip, los vestuarios, la capilla y muchos más.
Al año siguiente, en 2014, se decoró también el exterior del estadio con paneles de los éxitos del club, y de históricas leyendas valencianistas como Mario Alberto Kempes, Antonio Puchades, Edmundo Suárez "Mundo", Pep Claramunt, Ricardo Arias, Fernando Gómez, Claudio López, Gaizka Mendieta, Amedeo Carboni, Roberto Ayala, David Albelda, Santiago Cañizares, Rubén Baraja o Miguel Ángel Angulo, a los que se sumaron David Villa y David Silva durante 2022 y 2023 respectivamente. Además un gigantesco murciélago naranja fue instalado en la grada que puede verse desde la avenida de Aragón.
En 2013 pasó a presumir de ser el estadio más antiguo de España en Primera División al ser inaugurado en 1923, y por tanto el estadio con mayor historia en la máxima categoría del fútbol español tras la desaparición del viejo estadio de San Mamés.
En abril de 2017 albergó un partido de la Primera División Femenina entre el Valencia Femenino y el Levante Femenino, con goleada 6-0 para las locales y celebrado ante 17 000 espectadores, todo un récord de público en el fútbol femenino español en aquel momento.
En marzo de 2019 acogió los actos centrales de la celebración del centenario del club valencianista con un emotivo encuentro organizado por la Asociación de Futbolistas del Valencia CF, presidida por Fernando Giner, en el que se enfrentaron veteranos del Valencia CF y de la selección española de fútbol. 
En los años 2020 y 2021 el estadio fue centro de distribución de alimentos por parte del Banco de alimentos de la ciudad, apoyando así esta causa social para intentar paliar los graves problemas que muchas familias sufrieron en la Pandemia de COVID-19.

## Futuro Nou Mestalla

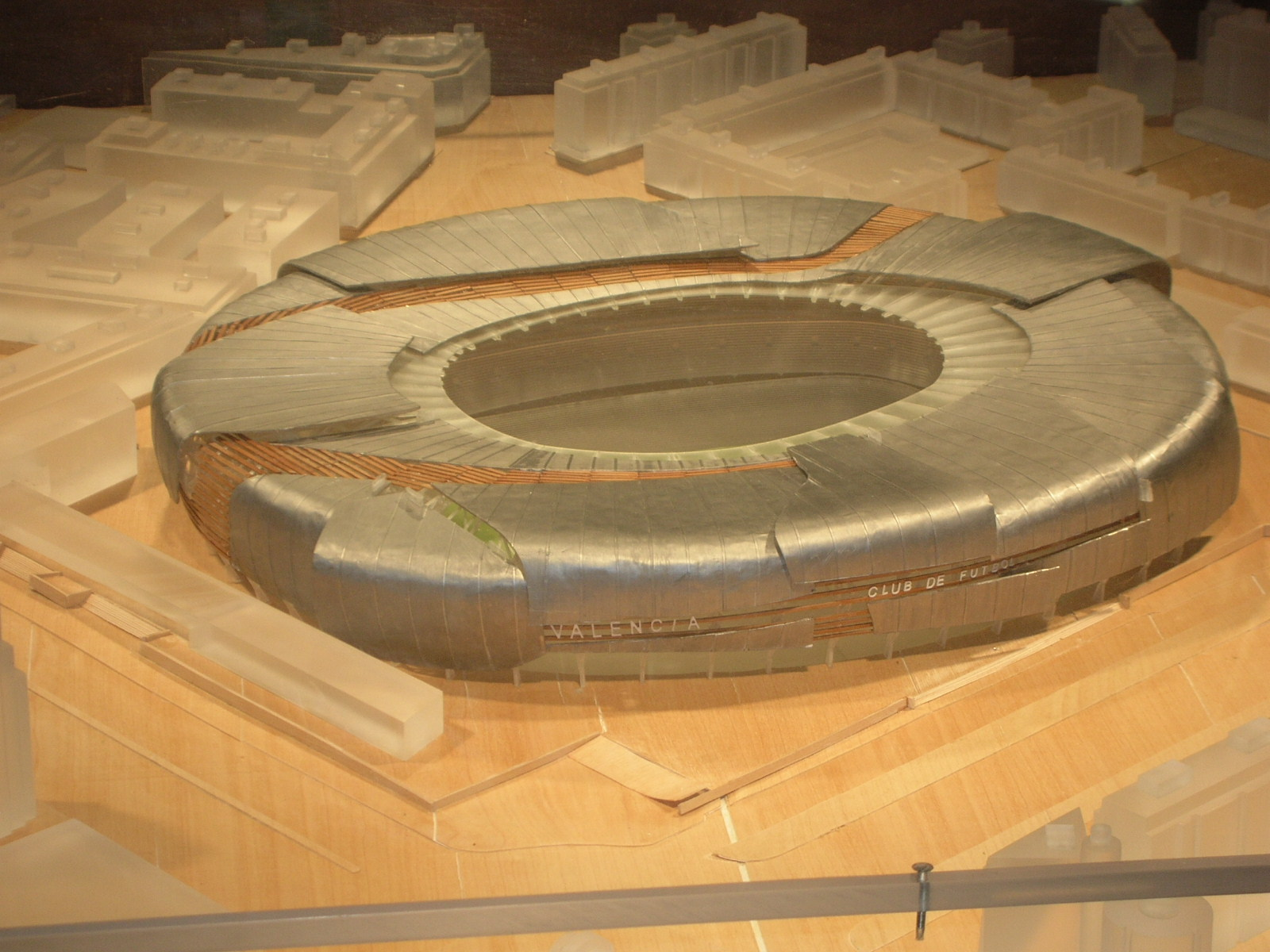
Primera maqueta del futuro Mestalla

El club está en proceso de construcción de un nuevo estadio, todavía sin denominación oficial pero popularmente conocido como el Nou Mestalla ('nuevo Mestalla'). El actual estadio pasaría a ser demolido y su parcela ocupada por edificios de diversas alturas junto a la avenida de Aragón, pero todavía se desconocen las características del proyecto al no haber sido vendidas las parcelas.
El diseño vanguardista del futuro estadio fue presentado al público el 10 de noviembre de 2006 por el entonces presidente y máximo accionista del club, Juan Bautista Soler, y su ubicación será la moderna avenida de las Cortes Valencianas en el barrio de Benicalap, al noroeste de la ciudad. 
Su construcción se inició el 1 de agosto de 2007, aunque las obras están detenidas desde el 25 de febrero de 2009 por falta de liquidez al no haberse podido vender las parcelas del actual estadio por la crisis inmobiliaria que causó una gran bajada del precio del suelo en todo el país.
Desde entonces han sido varios los planes para reanudar las obras, y se rediseñó el proyecto inicial para hacerlo más práctico y realista, y menos ostentoso. Primero hubo un principio de acuerdo con Bankia (conocido como plan Newcoval), de dudosa legalidad porque tras dicho plan se escondían intereses particulares, y este plan fue roto por la intervenida entidad bancaria en 2012. Luego llegó un rediseño low cost del estadio en 2013 con su arquitecto Mark Fenwick al frente, que reducía los costes para hacerlo más asequible, pero la venta de las acciones truncó todos los planes y finalmente, con la mayoría accionarial en manos de Meriton Holdings, en 2017 se presenta una maqueta del tercer rediseño del estadio, con una fachada más austera. A pesar de los rediseños todavía no se ha encontrado una línea de financiación para reanudar las obras ni se han vendido las parcelas del viejo Mestalla, aunque según las licencias debería estar terminado en 2021.

## Accesos
La entrada a la tribuna principal del estadio se encuentra en la Avenida de Suecia (s/n), y se encuentra junto a otras grandes avenidas de la ciudad como son la Avenida de Aragón (que enlaza con la salida hacia el norte) y la Avenida de Blasco Ibáñez. 
Se puede acceder al estadio en transporte público a través del metro desde las estaciones de Aragón (línea 5 y línea 7) o de Facultats-Manuel Broseta (línea 3 y línea 9) y en autobús desde las líneas 10, 12, 30, 31, 32, 41, 71, 79, 80, 81, 89, 93, N1 y N89.

## Eventos
| Evento                              | Fase                  | Partido                                       | Año  |
| ----------------------------------- | --------------------- | --------------------------------------------- | ---- |
| Amistoso                            | Amistoso              | España 1 - Italia 0                           | 1925 |
| Copa del Rey                        | Final                 | F. C. Barcelona 3 - Athletic Club de Madrid 2 | 1926 |
| Copa del Rey                        | Final                 | RCD Español 2 - Real Madrid FC 1              | 1929 |
| Copa del Presidente de la República | Final                 | Madrid FC 2 - F. C. Barcelona 1               | 1936 |
| Amistoso                            | Amistoso              | España 3 - Suiza 2                            | 1941 |
| Amistoso                            | Amistoso              | España 6 - Austria 3                          | 1959 |
| Amistoso                            | Amistoso              | España 1 - Bélgica 2                          | 1963 |
| Eurocopa Italia 1968                | Fase de clasificación | España 2 - Irlanda 0                          | 1966 |
| Amistoso                            | Amistoso              | España 1 - Suiza 0                            | 1969 |
| Amistoso                            | Amistoso              | España 2 - Francia 2                          | 1971 |
| Eurocopa Yugoslavia 1976            | Fase de clasificación | España 1 - Escocia 1                          | 1975 |
| Eurocopa Italia 1980                | Fase de clasificación | España 1 - Rumanía 0                          | 1978 |
| Eurocopa Italia 1980                | Fase de clasificación | España 0 - Yugoslavia 1                       | 1979 |
| Amistoso                            | Amistoso              | España 0 - Hungría 3                          | 1981 |
| Amistoso                            | Amistoso              | España 3 - Luxemburgo 0                       | 1981 |
| Amistoso                            | Amistoso              | España 2 - Bélgica 0                          | 1981 |
| Amistoso                            | Amistoso              | España 3 - Escocia 0                          | 1982 |
| Amistoso                            | Amistoso              | España 1 - Gales 1                            | 1982 |
| Amistoso                            | Amistoso              | España 2 - Suiza 0                            | 1982 |
| Mundial España 1982                 | Primera fase          | España 1 - Honduras 1                         | 1982 |
| Mundial España 1982                 | Primera fase          | España 2 - Yugoslavia 1                       | 1982 |
| Mundial España 1982                 | Primera fase          | Irlanda del Norte 1 - España 0                | 1982 |
| Amistoso                            | Amistoso              | España 2 - Dinamarca 1                        | 1984 |
| Amistoso                            | Amistoso              | España 2 - Bulgaria 0                         | 1985 |
| Amistoso                            | Amistoso              | España 0 - Alemania Democrática 0             | 1988 |
| Copa del Rey                        | Final                 | F. C. Barcelona 2 - Real Madrid CF 0          | 1990 |
| Amistoso                            | Amistoso              | España 1 - CEI 1                              | 1992 |
| Juegos Olímpicos de Barcelona 92    | Primera fase          | España 4 - Colombia 0                         | 1992 |
| Juegos Olímpicos de Barcelona 92    | Primera fase          | España 2 - Egipto 0                           | 1992 |
| Juegos Olímpicos de Barcelona 92    | Primera fase          | España 2 - Catar 0                            | 1992 |
| Juegos Olímpicos de Barcelona 92    | Primera fase          | Marruecos 1 - Corea del Sur 1                 | 1992 |
| Juegos Olímpicos de Barcelona 92    | Primera fase          | Paraguay 0 - Corea del Sur 0                  | 1992 |
| Juegos Olímpicos de Barcelona 92    | Primera fase          | Paraguay 3 - Marruecos 1                      | 1992 |
| Juegos Olímpicos de Barcelona 92    | Cuartos de final      | España 1 - Italia 0                           | 1992 |
| Juegos Olímpicos de Barcelona 92    | Semifinal             | España 2 - Ghana 0                            | 1992 |
| Copa del Rey                        | Final                 | Real Madrid CF 2 - Real Zaragoza 0            | 1993 |
| Amistoso                            | Amistoso              | España 0 - Croacia 2                          | 1994 |
| Mundial Francia 1998                | Fase de clasificación | España 2 - Yugoslavia 0                       | 1996 |
| Copa del Rey                        | Final                 | F. C. Barcelona 1 - RCD Mallorca 1            | 1998 |
| Eurocopa Bélgica y Holanda 2000     | Fase de clasificación | España 9 - Austria 0                          | 1999 |
| Copa del Rey                        | Final                 | RCD Espanyol 2 - Atlético de Madrid 1         | 2000 |
| Amistoso                            | Amistoso              | España 2 - Francia 1                          | 2001 |
| Mundial Corea del Sur y Japón 2002  | Fase de clasificación | España 4 - Austria 0                          | 2001 |
| Eurocopa Portugal 2004              | Fase de clasificación | España 2 - Noruega 1                          | 2003 |
| Mundial Alemania 2006               | Fase de clasificación | España 1 - Lituania 0                         | 2005 |
| Mundial Alemania 2006               | Fase de clasificación | España 1 - Bosnia y Herzegovina 1             | 2005 |
| Copa del Rey                        | Final                 | F. C. Barcelona 4 - Athletic Club 1           | 2009 |
| Copa del Rey                        | Final                 | Real Madrid CF 1 - F. C. Barcelona 0          | 2011 |
| Copa del Rey                        | Final                 | Real Madrid CF 2 - F. C. Barcelona 1          | 2014 |
| Eurocopa 2020                       | Fase de clasificación | España 2 - Noruega 1                          | 2019 |
| Liga de Naciones de la UEFA 2024-25 | Cuartos de final      | España 3 10 - Países Bajos 3 9                | 2025 |